# Elaphe davidi
Elaphe davidi är en ormart som beskrevs av Sauvage 1884. Elaphe davidi ingår i släktet Elaphe och familjen snokar. Inga underarter finns listade i Catalogue of Life.
Arten förekommer i nordöstra och östra Kina samt i Nordkorea. Honor lägger ägg.